# 金永昌
金 永昌（きん えいしょう）は中華民国・満州国の政治家。モンゴル族。モンゴル語名はアラタンワチル（阿勒唐瓦斉爾）。別号は勉卿。

## 事跡
若くして喀喇沁右旗軍官学堂に入学する。1909年（宣統元年）、日本に留学し、東京帝国大学農学部で畜産学を学んだ。
帰国後、北京政府では臨時参議院蒙古選出議員、蒙蔵学院教授をつとめる。一時、孫文（孫中山）の護法運動を支持して広東非常国会議員となったが、まもなく北京政府に戻り、黎元洪の大総統府顧問となった。その後、蒙蔵専門学校校長、西北督弁公署顧問も歴任している。その後、白雲梯らと内蒙古国民党の組織に参画し、1925年（民国14年）、内蒙古国民党中央執行委員となる。また、南京の国民政府でも農鉱部設計委員となった。
1932年からは関東軍嘱託となり、同年の満州国建国とともに駐蒙弁事処処長となる。その後、内モンゴルに転じて蒙古自治政務委員会委員、蒙古軍政府内務処長、同政府駐満代表を歴任した。1937年（民国26年）11月、蒙疆聯合自治政府の成立と共に、総務兼交通委員となる。翌年8月、政府改組に従い、産業部長に異動した。
1939年（民国28年）9月に蒙古聯合自治政府が成立すると、同政府交通部長に任命された。1941年（民国30年）6月、政府機構改組に伴い、交通部は交通総局に改められたが、金永昌は引き続き同総局局長をつとめる。1943年（民国32年）8月、辞任した。
以後、金永昌の行方は不詳である。